# 白云 (钢琴曲)
《白云》（義大利語：Nuvole Bianche）是意大利作曲与钢琴家魯多维科·伊諾第所创作的一曲钢琴乐。收录於2004年9月6日发行的专辑《晨（Una Mattina）》中，是该专辑的第12首曲目。

## 表形
“白云有一种轻盈的感觉，它就像处于悬浮的状态。这种‘轻盈’并非指缺乏深度，而是随着这音乐不知不觉地漂浮起来。它让我想到最真实和最真挚的情感。”                                         

—魯多维科·伊諾第
这首曲子也是魯多维科最著名的作品之一，整首曲子通过在F小調、降D、降A和降E之间飞快或缓慢的变化，并在演奏过程中以这样顺序反复出现。这首曲子的结构呈线性状态，在大部分时间里呈现出平静的旋律，轻快而深沉，在某些部分有活力，但总是回到平静的背景。魯多维科希望借此听众体验到一种轻盈之感，而其作曲灵感来自于 "云朵像船一样在天空中缓缓驶过"的想象。

### 同阿莱西亚·通多合作声乐版本
在其另外一张专辑《未被发现的艾诺迪》中有一首埃诺迪翻唱的，曲目编号为19的歌曲。这首曲子是与出身於意大利萨兰托的艺术家阿莱西亚·通多基于《白云》合作而成的声乐版本，魯多维科还因此机缘作为音乐名人与通多合作举办了名为“塔兰塔之夜”的音乐节。在该专辑封面中显示，阿莱西亚·通多即同样是歌手，也是该曲歌词的作者。全以萨兰托方言演唱，叙述了一段关系的终了结局。